# Romeu Afonso de Souza Kiihl
Romeu Afonso de Souza Kiihl (Caconde, 1942) é um pioneiro agrônomo brasileiro.
Comendador e Grande Oficial da Ordem Nacional do Mérito Científico, Romeu é diretor científico da Tropical Melhoramento & Genética (TMG). Seus estudos foram essenciais para a introdução do cultivo da soja no cerrado brasileiro. É conhecido como o "pai da soja" o Brasil.

## Biografia
Romeu nasceu em Caconde, no interior de São Paulo, em 1942. Filho de um alfaiate, ingressou na Escola Superior de Agricultura Luiz de Queiroz, da Universidade de São Paulo, formando-se em 1965. Pela Universidade Estadual do Mississippi, entre 1966 e 1968 fez mestrado em Melhoramento Vegetal e entre 1974 e 1976 fez doutorado pela mesma instituição em Agronomia Vegetal, sob a orientação de Edgar Emerson Hartwig.

## Carreira
Assim que se formou em agronomia, ele começou a trabalhar no Instituto Agronômico de Campinas (IAC). Foi também pesquisador no Instituto Agronômico do Estado do Paraná (Iapar) e na Embrapa Soja. Atualmente é diretor científico e melhorista de germoplasma da Tropical Melhoramento & Genética (TMG), em Londrina.
Um de seus primeiros trabalhos foi de estudar e desenvolver cultivos da soja que fossem adaptados à região do Cerrado. Por muito tempo acreditou-se que as terras do cerrado, ácidas e de baixa fertilidade, fossem inadequadas para a agricultura. Através da tecnologia de melhoramento da soja, ele conseguiu chegar a cultivos que atendessem às demandas do cerrado, o que tornou a soja um dos principais cultivos do país, gerando bilhões de reais em exportação.
Associação dos engenheiros Agrônomos do Estado de São Paulo (AeASP) o elegeu "Agrônomo do Ano", em 2012. Foi indicação pela revista Veja como um dos "50 brasileiros que mudaram a regra do jogo e ajudaram a criar um novo mundo". É pai da também engenheira-agrônoma, Tammy Aparecida Manabe Kiihl, que seguiu os passos do pai, sendo, também, uma melhorista de plantas.